# Robert Johnson
Robert Leroy Johnson (ur. 8 maja 1911 w Hazlehurst, zm. 16 sierpnia 1938 w Greenwood) – amerykański muzyk, gitarzysta, wokalista i autor tekstów.
Wypracował własny, dobrze rozpoznawalny styl. Do grania na swej gitarze akustycznej wykorzystywał techniki flażoletu i bottleneck. Napisał łącznie 29 utworów. Teksty jego piosenek mówiły o alkoholu, kobietach, szatanie i śmierci. Określany był mianem króla gitary bluesowej, a jego twórczość miała ogromny wpływ na wielu muzyków, m.in. Erica Claptona, The Rolling Stones, Boba Dylana, Red Hot Chili Peppers i Jimiego Hendrixa. Bardzo mała liczba faktów na temat jego życia i wczesna śmierć w wieku 27 lat (został otruty przez zazdrosnego barmana) spowodowały, że na temat Johnsona powstały różne historie, z których najsłynniejsza to legenda głosząca, że sprzedał duszę diabłu w zamian za osiągnięcie sukcesu. W ciągu całego swojego życia Johnson jednak nie zasłynął tak bardzo jak po swojej śmierci.
Po śmierci pierwsza płyta z kolekcją jego utworów, King of the Delta Blues Singers, wydana została dopiero w 1961. Eric Clapton opisał Johnsona jako „najważniejszego gitarzystą bluesowego, jaki kiedykolwiek żył”.
W 1980 Johnson został wprowadzony do Blues Hall of Fame, a w 1986 do Rock & Roll Hall of Fame. W 2003 magazyn Rolling Stone umiejscowił Johnsona na piątym miejscu w rankingu „100 najlepszych gitarzystów w historii”.

## Życie i kariera

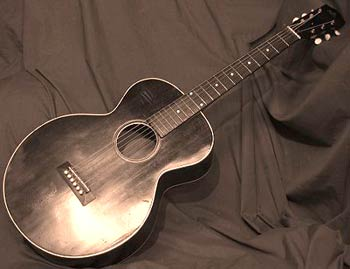
Gibson L-1

Robert Johnson urodził się w Hazlehurst, najprawdopodobniej 8 maja 1911 roku. Był synem Julii Major Dodds (ur. w październiku 1874) i Noah Johnsona (ur. w grudniu 1884). Do szkoły uczęszczał w latach 1924–1927. Willie Coffe, jeden ze szkolnych przyjaciół Johnsona, powiedział, że Robert zwrócił na siebie uwagę grą na harmonijce. Pamiętał też, że Robert bardzo często znikał, sugerując, że żył i studiował w Memphis. Po ukończeniu szkoły, w lutym 1929 roku poślubił szesnastoletnią Virginię Travis, która zmarła krótko po porodzie. Rodzina Travis wyjawiła Robertowi McCormickowi, że śmierć Virginii była dla Johnsona karą za podpisanie „paktu z diabłem”, który odrzucił ułożone życie męża, by zostać muzykiem.
W międzyczasie bluesowy muzyk Son House zamieszkał w Robinsonville, gdzie żył jego muzyczny partner Willie Brown. House wyznał, że zapamiętał Johnsona jako „małego chłopca, który dobrze grał na harmonijce, ale był żałośnie kiepskim gitarzystą”. Później, gdy Johnson opuścił Robinsonville i przeniósł się w okolice Martinsville, udoskonalił swoją grę na gitarze od Isaiah „Ike’a” Zinnermana. Gdy powrócił do Robinsonville, zawodowo grał na tym instrumencie.
Johnson w 1931 roku poślubił Calettę Craft, z którą przeniósł się do Clarksdale w 1932 roku. W tym mieście zostawił swoją chorą partnerkę, by zostać muzykiem.
Większą część swojego życia żył na skraju ubóstwa, dużo pijąc i wędrując. Jego dokonaniami zainteresował się Ernie Oertle, który z kolei przedstawił muzyka Donowi Lawowi z American Record nalegając na jak najszybsze nagrania materiału. Dwie sesje w jakich uczestniczył Johnson odbyły się w 1936 (w tym roku powstał utwór Kind Hearted Woman Blues) i 1937 roku w Teksasie.

## Śmierć

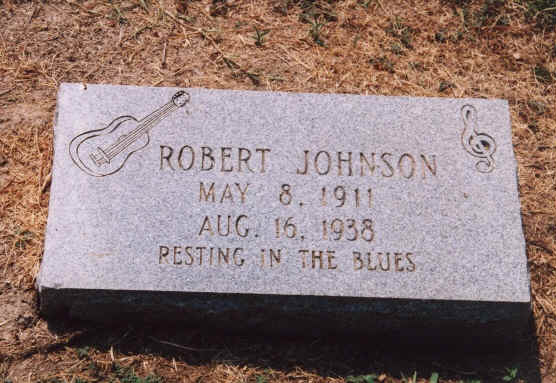
Jeden z trzech nagrobków Johnsona

Robert Johnson zmarł 16 sierpnia 1938 roku w wieku 27 lat, niedaleko Greenwood. Pomimo iż przyczyna śmierci jest wciąż nieznana, na jej temat powstało wiele teorii, wśród których najbardziej prawdopodobna jest ta, według której Johnson został zamordowany przez męża kobiety z którą flirtował. Wersja ta potwierdzona jest poniekąd przez Sonny’ego Boy Williamsona, który widział, jak owa mężatka podała Robertowi butelkę whiskey podaną jej przez męża. Gdy Johnson wziął butelkę, Williamson próbował poradzić mu by nie pił z butelki, której sam nie otwierał. Nie słuchając tej rady przyjął następną butelkę, tym razem zatrutą. Tego samego wieczoru źle się poczuł i wrócił do domu. W ciągu następnych trzech dni jego stan zdrowia się pogarszał, przez co w rezultacie zmarł. Robert „Mack” McCormick wyznał, że odnalazł człowieka, który otruł Johnsona i z którym odbył prywatną rozmowę na ten temat, odmówił jednak podania jego nazwiska.
Dokładne miejsce pochówku Johnsona nie jest oficjalnie znane.

## Dyskografia
Utwory Johnsona zostały oficjalnie wydane ponad 20 lat po jego śmierci.
- King of the Delta Blues Singers – pierwszy album kompilacyjny artysty, wydany w 1961 roku. Przez wielu krytyków uznany za jeden z najlepszych albumów bluesowych w historii[7].
- King of the Delta Blues Singers Vol. II – druga kolekcja utworów Johnsona, wydana w 1970 roku. Tak samo jak Vol. I, zaliczany do najlepszych albumów bluesowych w historii.
- The Complete Recordings – kolekcja z 1990 roku zawierająca wszystkie utwory Johnsona i ich alternatywne wersje. Zajmuje 22 miejsce na liście „500 najlepszych albumów wszech czasów” magazynu Rolling Stone[8].

W rocznicę setnych urodzin artysty, 8 maja 2011 roku, Sony Legacy wydało dwupłytowy album Robert Johnson: The Centennial Collection, w którym, według recenzentów, jakość dźwięku prezentuje się dużo lepiej niż w kolekcji z 1990 roku.